# Josef Kuckertz
Josef Kuckertz (* 24. November 1930 in Würselen; † 25. März 1996 in Berlin) war ein deutscher Musikethnologe, der sich auf die klassische und volkstümliche indische und iranische Musik spezialisiert hatte.

## Leben
Josef Kuckertz absolvierte eine Ausbildung zum Chorleiter an der Rheinischen Musikschule in Köln. Von 1957 bis 1962 studierte er an der Universität zu Köln die Fächer Germanistik und Alte Geschichte sowie Musikwissenschaft bei Karl Gustav Fellerer und Marius Schneider. Bei letzterem wurde er 1962 mit einer Dissertation über Gestaltvariationen in den von Bartók gesammelten rumänischen Colinden promoviert. Colinden sind Ansingelieder, die Kinder zu Weihnachten und Neujahr auf der Straße vortragen.
Es folgten Jahre als Assistent am Musikwissenschaftlichen Institut und Forschungsaufenthalte in Indien. 1967 wurde er mit einer Arbeit über Form und Melodiebildung der karnatischen Musik Südindiens habilitiert. Ende 1970 erhielt er eine ordentliche Professur für Musikethnologie an der Kölner Universität. Im Frühjahr 1980 wechselte er nach Berlin, wo er an der Freien Universität den Lehrstuhl am Seminar für Vergleichende Musikwissenschaften bis zu seinem Tod im März 1996 innehatte. Mehrere Jahre war er Dekan für den Fachbereich Altertumswissenschaften. Kuckertz verstarb kurz vor seiner Pensionierung im Alter von 65 Jahren.
1986 verlieh ihm das Pontificio Instituto di Musica Sacra der Kurie in Rom die Ehrendoktorwürde.

## Wirkung

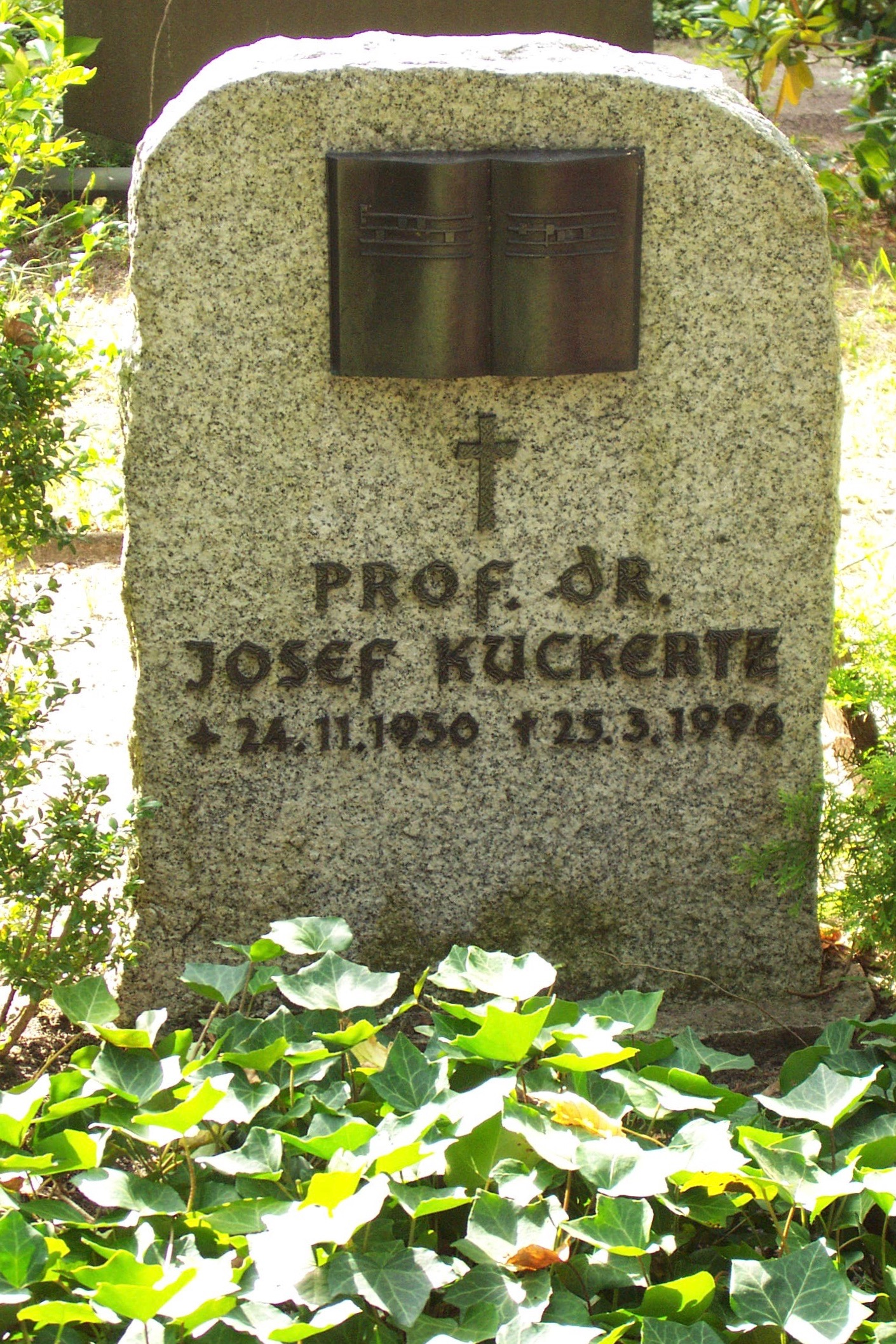
Grab von Josef Kuckertz auf dem katholischen Friedhof der St.-Matthias-Gemeinde (Berlin-Tempelhof)

Bei den Feldforschungen begleiteten Kuckertz einheimische Kollegen wie Bigamudre Chaitanya Deva in Zentralindien, Mohammad Taghi Massoudieh im Süden Irans und Cyril de Silva Kulatillake in Sri Lanka. Kuckertz’ Interesse galt in den genannten Ländern den Beziehungen zwischen klassischer Musik und den regionalen Volksmusikstilen. In zahlreichen Aufsätzen beschäftigte er sich mit den melodischen Strukturen besonders der volksreligiösen südindischen Musik.
Josef Kuckertz war von 1977 bis 1996 Herausgeber des 1963 von Fritz Bose initiierten Jahrbuch für musikalische Volks- und Völkerkunde und von 1980 bis 1996 der Reihe Beiträge zur Ethnomusikologie, die von Kurt Reinhard begründet wurde. Zusammen mit Walter Salmen und Marius Schneider gab er NGOMA. Studien zur Volksmusik und außereuropäischen Kunstmusik heraus.
Als Universitätslehrer betreute Kuckertz unter anderem die Dissertationen von Rüdiger Schumacher (1953–2007, Schwerpunkt Indonesien, wissenschaftlicher Mitarbeiter von Kuckertz in Berlin), Gert-Matthias Wegner (* 1949, Schwerpunkt Nepal), Ulrich Wegner (* 1955, Vorderer Orient und Afrika), Gerd Grupe (* 1955), Raimund Vogels, (* 1956, Schwerpunkt Afrika südlich der Sahara), Regine Allgayer-Kaufmann (* 1950, Brasilien) und Gretel Schwörer-Kohl (* 1951, Südostasien).
Die Professorenstelle für Vergleichende Musikwissenschaft an der Freien Universität wurde nach Kuckertz’ Tod durch Vakanzvertretungen weitergeführt, erst im März 2003 erhielt das Institut mit Gert-Matthias Wegner einen Nachfolger.

## Veröffentlichungen
Selbstständige Werke
- Gestaltvariation in den von Bartók gesammelten rumänischen Colinden. (Dissertation) Bosse, Regensburg 1963 (Kölner Beiträge zur Musikforschung, Band 23)
- Form und Melodiebildung der karnatischen Musik Südindiens – im Umkreis der vorderorientalischen und der nordindischen Kunstmusik. (Habilitationsschrift) 2 Bde. Harrassowitz, Wiesbaden 1970 (Schriftenreihe des Südasien-Instituts der Universität Heidelberg)
- Mit Mohammad-Taqi Massoudieh: Musik in Būšehr, Süd-Iran. 2 Bde. Katzbichler, München/Salzburg 1976 (Josef Kuckertz, Walter Salmen, Marius Schneider (Hrsg.): NGOMA. Studien zur Volksmusik und außereuropäischen Kunstmusik. Band 2)
- Mit Bigamudre Chaitanya Deva: Bhārūḍ, Vāghyā-muralī and the Ḍaff-gān of the Deccan. Studies in the regional folk music of South India. (Text- und Notenteil) Musikverlag Emil Katzbichler, München/Salzburg 1981 (Josef Kuckertz, Walter Salmen, Marius Schneider (Hrsg.): Ngoma. Studien zur Volksmusik und außereuropäischen Kunstmusik. Band 6)
- Musik in Asien I. Indien und der Vordere Orient. Beiheft zum Schulwerk „Musik Aktuell“ (herausgegeben von Helmut Segler) Bärenreiter, Kassel 1981
- Selina Thielemann (herausgegeben und aus dem Deutschen übersetzt): Essays on Indian Music by Professor Josef Kuckertz. Indian Musicological Society, Bombay/Baroda 1999

Aufsätze
- Zum Formempfinden in der indischen Musik. In: Die Musikforschung 17. 1964, S. 414–420
- Die Satztechnik in den mehrstimmigen Meßordinarien des 14. Jahrhunderts. In: Kirchenmusikalisches Jahrbuch. Köln 1968, S. 45–70
- Die Melodietypen der westsyrischen liturgischen Gesänge. In: Kirchenmusikalisches Jahrbuch. Köln 1969, S. 61–98
- Origin and Development of the Rabāb. In: Sangeet Natak, Journal of the Sangeet Natak Akademi New Delhi 15. 1970, S. 16–30
- Gesänge der Toḍa. In: Musicae Scientiae Collectanea, Festschrift K.G. Fellerer zum 70. Geburtstag. Arno Volk, Köln 1973, S. 297–315
- Die Kunstmusik Südindiens im 19. Jahrhundert. In: Robert Günther (Hrsg.): Musikkulturen Asiens, Afrikas und Ozeaniens im 19. Jahrhundert. Gustav Bosse, Regensburg 1973, S. 97–130
- Die klassische Musik Indiens und ihre Aufnahme in Europa im 20. Jahrhundert. In: Archiv für Musikwissenschaft. 31. Jahrgang, Heft 3, 1974, S. 170–184
- Origin and Construction of the Melodies in Baul Songs of Bengal. In: Yearbook of the International Folk Music Council 7. 1976, S. 85–91
- Gesänge der Santāl. In: Max Peter Baumann, Rudolf Maria Brandl, Kurt Reinhard (Hrsg.): Festschrift für Felix Hoerburger zum 60. Geburtstag. Laaber, Laaber 1977, S. 209–220
- Gesänge der Ḍaff-Rahmentrommel in Zentral-Indien. In: Musica Antiqua. Acta Scientifica. Filharmonia Pomorska, Bydgoszcz 1978, S. 357–371
- Mit Bigamudre Chaitanya Deva: Songs of the Todas of the Nilgiris. Sangeet Natak Akademi, New Delhi 1978
- Einleitung zu Außereuropäische Musik in Einzeldarstellungen. (Auswahl aus Die Musik in Geschichte und Gegenwart.) Bärenreiter, Kassel 1980
- Mehrstimmigkeit in Indien. In: Musica Antiqua, Acta Scientifica. Filharmonia Pomorska, Bydgoszcz 1982, S. 499–512
- Folk songs in Karnataka. In: Journal of the Music Academy Madras 64. 1988, S. 170–179
- Wort und Melodie in südindischen Bhajan-Gesängen. In: Jobst Peter Fricke (Hrsg.): Die Sprache der Musik. Festschrift für Klaus Wolfgang Niemöller zum 60. Geburtstag. Bosse, Regensburg 1989, S. 347–360
- Die Vergleichende Musikwissenschaft in Berlin – Ansätze und Erfahrungen. In: Festschrift für Rudolf Stephan zum 65. Geburtstag. Laaber, Laaber 1990, S. 559–570
- Songs of Brahmans in South Karnataka, India. In: Tokumaru Yoshihiko u. a. (Hrsg.): Tradition and its future in music. Report of the IVth Symposium of the International Musicological Society, Osaka, Japan. Mita, Tokyo 1991, S. 187–196
- Ethnomusikologie im Umkreis der Wissenschaften. In: Die Musikforschung, 48. Jahrgang Heft 2, April–Juni 1995, S. 117–130
- Was ist indische Musik? In: Archiv für Musikwissenschaft, 53. Jahrgang, Heft 2, 1996, S. 91–104

Tonaufzeichnungen
- Südindische Tempelinstrumente. Klangdokumente zur Musikwissenschaft KM 0001, Staatliche Museen Berlin (Aufnahmen und Beiheft) LP, 1969
- Sri Lanka. Singhalese Music: Singing and Drumming. (An Anthology of South-East Asian Music) Bärenreiter-Musicaphon BM 30 SL 2566 (Aufnahmen und Beiheft) LP, 1979